# Shūdōkan

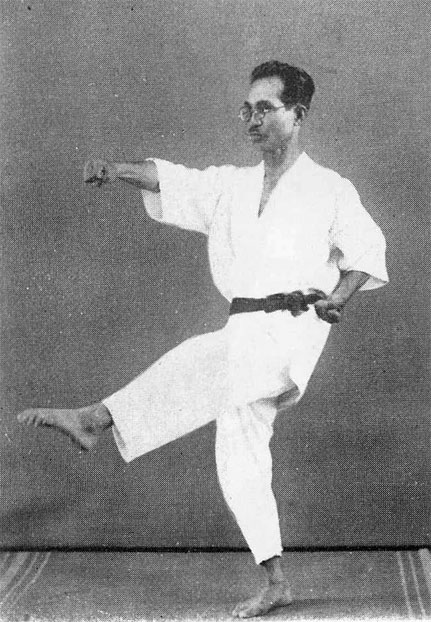
Fotografia del creador, Kankan Toyama.

Shūdōkan(修道 馆), traduït al català 'la sala per a l'estudi del karate' és una escola de karate creada el 1932 per Kankan Toyama (1888 - 1966). Les característiques del shudokan inclouen amplis moviments circulars amb l'èmfasi en la protecció en el seu únic kata propi.